# Liste des moulins à vent de Hollande-Méridionale

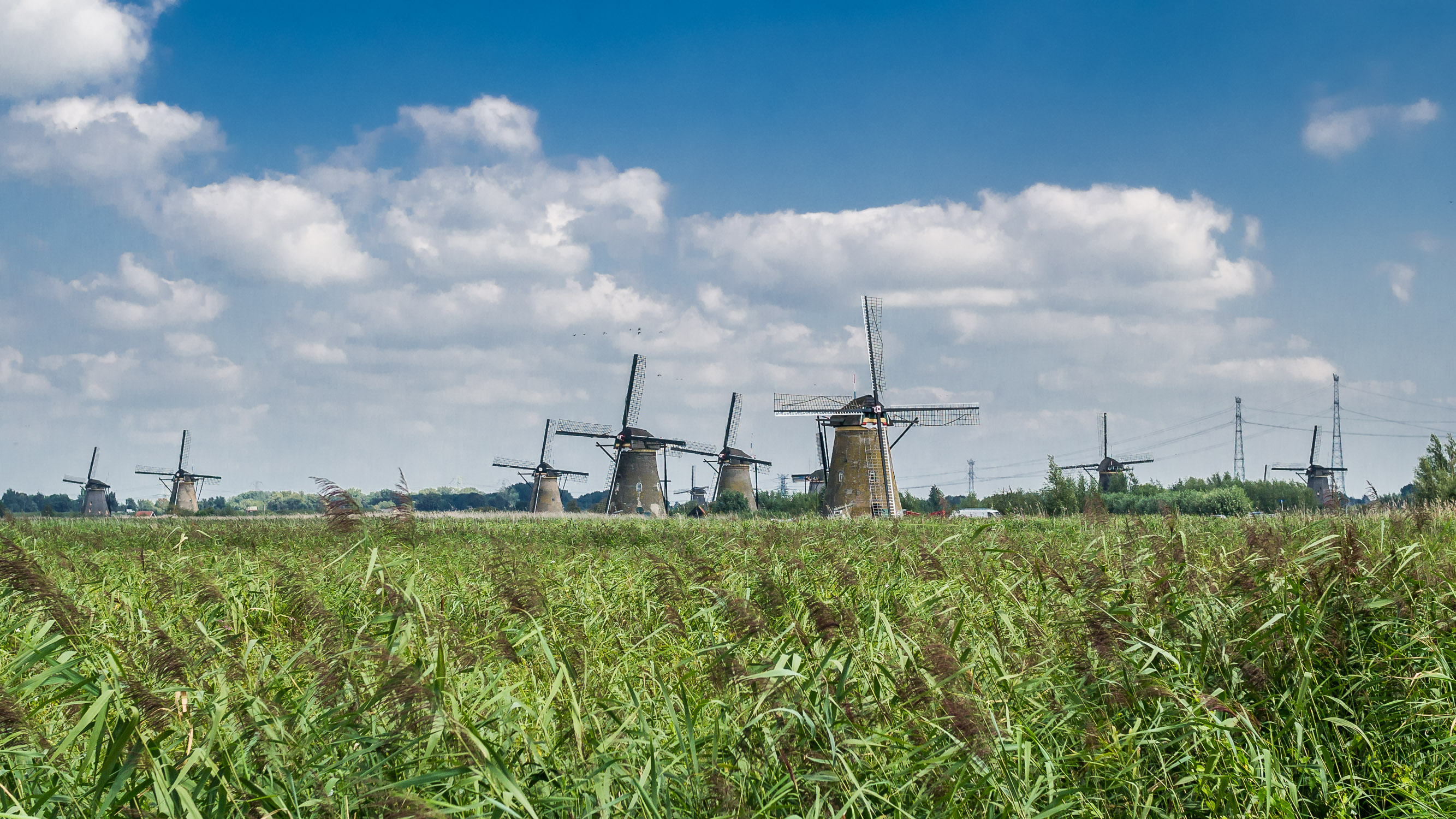
Kinderdijk.

Cet article recense les moulins à vent de la province de Hollande-Méridionale, aux Pays-Bas.

## Liste
| Moulin                                 | Localité                   | Commune                | Type                 | Fonction                        | Date               | #1   | #2   | Coordonnées                      | Illus. |
| -------------------------------------- | -------------------------- | ---------------------- | -------------------- | ------------------------------- | ------------------ | ---- | ---- | -------------------------------- | ------ |
| De Blokker                             | Alblasserdam               | Alblasserdam           | Moulin cavier        | Moulin à polder                 |                    | 1000 | 207  | 51° 52′ 42″ nord, 4° 38′ 47″ est |        |
| Kortlandse Molen (nl)                  | Alblasserdam               | Alblasserdam           | Moulin terrestre     | Moulin à polder                 | 1890               | 945  | 150  | 51° 52′ 22″ nord, 4° 40′ 25″ est |        |
| De Morgenster (nl)                     | Aarlanderveen              | Alphen-sur-le-Rhin     | Moulin de plateforme | Ancienne minoterie              | 1870               | 938  | 1187 | 52° 08′ 37″ nord, 4° 43′ 36″ est |        |
| Aarlanderveen Molen No.1 (nl)          | Alphen-sur-le-Rhin         | Alphen-sur-le-Rhin     | Moulin terrestre     | Moulin à polder                 | 1924               | 939  | 929  | 52° 07′ 45″ nord, 4° 43′ 27″ est |        |
| Aarlanderveen Molen No.2 (nl)          | Alphen-sur-le-Rhin         | Alphen-sur-le-Rhin     | Moulin terrestre     | Moulin à polder                 | 1869               | 940  | 930  | 52° 07′ 37″ nord, 4° 43′ 20″ est |        |
| Aarlanderveen Molen No.3 (nl)          | Alphen-sur-le-Rhin         | Alphen-sur-le-Rhin     | Moulin terrestre     | Moulin à polder                 | 1823               | 941  | 931  | 52° 06′ 58″ nord, 4° 42′ 40″ est |        |
| Aarlanderveen Molen No.4 (nl)          | Alphen-sur-le-Rhin         | Alphen-sur-le-Rhin     | Moulin terrestre     | Moulin à polder                 | 1801               | 942  | 932  | 52° 08′ 07″ nord, 4° 43′ 16″ est |        |
| Le gros moulin (nl)                    | Alphen-sur-le-Rhin         | Alphen-sur-le-Rhin     | Moulin terrestre     | Moulin à polder                 | 1674               | 1152 | 958  | 52° 06′ 37″ nord, 4° 43′ 24″ est |        |
| La Concorde (nl)                       | Alphen-sur-le-Rhin         | Alphen-sur-le-Rhin     | Moulin de plateforme | Minoterie                       | 1752 / 1897        | 947  | 933  | 52° 07′ 11″ nord, 4° 40′ 13″ est |        |
| Moulin Steekter (nl)                   | Alphen-sur-le-Rhin         | Alphen-sur-le-Rhin     | Moulin cavier        | Moulin à polder                 | 1597               | 1153 | 957  | 52° 06′ 36″ nord, 4° 41′ 52″ est |        |
| Vrouwgeestmolen (nl)                   | Alphen-sur-le-Rhin         | Alphen-sur-le-Rhin     | Moulin terrestre     | Moulin à polder                 | 1797               | 948  | 934  | 52° 09′ 17″ nord, 4° 38′ 35″ est |        |
| De Haas (nl)                           | Benthuizen                 | Alphen-sur-le-Rhin     | Moulin de plateforme | Minoterie                       | 1772               | 951  | 935  | 52° 04′ 42″ nord, 4° 32′ 51″ est |        |
| Gere Molen (nl)                        | Hazerswoude-Dorp           | Alphen-sur-le-Rhin     | Moulin cavier        | Moulin à polder                 | 1636 / 1986        | 980  | 939  | 52° 06′ 24″ nord, 4° 36′ 01″ est |        |
| Korenmolen Nieuw Leven (nl)            | Hazerswoude-Dorp           | Alphen-sur-le-Rhin     | Moulin de plateforme | Minoterie                       | 1815 / 1816        | 982  | 938  | 52° 05′ 47″ nord, 4° 35′ 10″ est |        |
| Rietveldse Molen (nl)                  | Hazerswoude-Dorp           | Alphen-sur-le-Rhin     | Moulin terrestre     | Moulin à polder                 | 1648               | 983  | 940  | 52° 06′ 09″ nord, 4° 36′ 50″ est |        |
| Rooie Wip (nl)                         | Hazerswoude-Dorp           | Alphen-sur-le-Rhin     | Moulin cavier        | Moulin à polder                 | 1639               | 985  | 937  | 52° 06′ 58″ nord, 4° 35′ 09″ est |        |
| De Rijnenburger (nl)                   | Hazerswoude-Rijndijk       | Alphen-sur-le-Rhin     | Moulin terrestre     | Moulin à polder                 | 1722               | 984  | 942  | 52° 07′ 30″ nord, 4° 35′ 39″ est |        |
| Moulin de Groenendijkse (nl)           | Hazerswoude-Rijndijk       | Alphen-sur-le-Rhin     | Moulin cavier        | Moulin à polder                 | 1627               | 981  | 941  | 52° 07′ 31″ nord, 4° 33′ 52″ est |        |
| Moulin de Hondsdijkse (nl)             | Koudekerk aan den Rijn     | Alphen-sur-le-Rhin     | Moulin terrestre     | Moulin à polder                 | 1644 / 1693        | 1019 | 943  | 52° 08′ 27″ nord, 4° 35′ 10″ est |        |
| Moulin de Lagenwaardse (nl)            | Koudekerk aan den Rijn     | Alphen-sur-le-Rhin     | Moulin cavier        | Moulin à polder                 | 1634 / 1836 / 2003 | 1035 | 987  | 52° 09′ 25″ nord, 4° 36′ 26″ est |        |
| Pendrechtse Molen (nl)                 | Barendrecht                | Barendrecht            | Moulin terrestre     | Moulin à polder                 | 1731 / 1993        | 950  | 1171 | 51° 52′ 00″ nord, 4° 29′ 36″ est |        |
| De Arkduif (nl)                        | Bodegraven                 | Bodegraven-Reeuwijk    | Moulin de plateforme | Minoterie                       | 1697               | 957  | 936  | 52° 05′ 08″ nord, 4° 44′ 31″ est |        |
| Weijpoortsemolen (nl)                  | Nieuwerbrug                | Bodegraven-Reeuwijk    | Moulin cavier        | Moulin à polder                 | 1674               | 1067 | 948  | 52° 04′ 47″ nord, 4° 47′ 41″ est |        |
| Moulin d'Oukoop (nl)                   | Oukoop                     | Bodegraven-Reeuwijk    | Moulin cavier        | Moulin à polder                 | XVIIe siècle       | 1084 | 913  | 52° 01′ 59″ nord, 4° 47′ 17″ est |        |
| 't Vliegend Hert (nl)                  | Brielle                    | Brielle                | Moulin sur pivot     | Minoterie                       | 1985               | 958  | 44   | 51° 54′ 23″ nord, 4° 10′ 12″ est |        |
| De Roos (La Rose)                      | Delft                      | Delft                  | Moulin de plateforme | Minoterie                       | 1679               | 959  | 45   | 52° 00′ 50″ nord, 4° 21′ 03″ est |        |
| Kyck over den Dyck (nl)                | Dordrecht                  | Dordrecht              | Moulin de plateforme | Minoterie                       | 1713               | 962  | 48   | 51° 48′ 56″ nord, 4° 40′ 44″ est |        |
| Aeolus (nl)                            | Flardingue                 | Flardingue             | Moulin de plateforme | Minoterie                       | 1790 / 1956        | 1122 | 146  | 51° 54′ 56″ nord, 4° 20′ 44″ est |        |
| Windlust (nl)                          | Achthuizen                 | Goeree-Overflakkee     | Moulin de plateforme | Minoterie                       | 1852 / 1981        | 944  | 43   | 51° 41′ 18″ nord, 4° 16′ 56″ est |        |
| De Bommelaer (nl)                      | Den Bommel                 | Goeree-Overflakkee     | Moulin terrestre     | Minoterie                       | 1738               | 960  | 46   | 51° 43′ 07″ nord, 4° 16′ 18″ est |        |
| La Concorde (nl)                       | Dirksland                  | Goeree-Overflakkee     | Moulin de plateforme | Minoterie                       | 1846 / 1982        | 961  | 47   | 51° 44′ 58″ nord, 4° 05′ 32″ est |        |
| Windvang (nl)                          | Goedereede                 | Goeree-Overflakkee     | Moulin terrestre     | Minoterie                       | 1791               | 964  | 87   | 51° 49′ 07″ nord, 3° 58′ 25″ est |        |
| De Dankbaarheid (nl)                   | Herkingen                  | Goeree-Overflakkee     | Moulin terrestre     | Minoterie                       | 1841               | 989  | 94   | 51° 42′ 48″ nord, 4° 05′ 25″ est |        |
| d'Oranjeboom (nl)                      | Nieuwe-Tonge               | Goeree-Overflakkee     | Moulin terrestre     | Minoterie                       | 1768               | 1064 | 102  | 51° 43′ 01″ nord, 4° 10′ 03″ est |        |
| L'Espérance (nl)                       | Ouddorp                    | Goeree-Overflakkee     | Moulin de plateforme | Minoterie                       | 1845               | 1080 | 108  | 51° 48′ 45″ nord, 3° 55′ 59″ est |        |
| Le Cygne (nl)                          | Ouddorp                    | Goeree-Overflakkee     | Moulin de plateforme | Minoterie                       | 1846               | 1081 | 107  | 51° 48′ 25″ nord, 3° 55′ 46″ est |        |
| De Korenbloem (nl)                     | Oude-Tonge                 | Goeree-Overflakkee     | Moulin terrestre     | Minoterie                       | 1748               | 1082 | 109  | 51° 41′ 27″ nord, 4° 12′ 19″ est |        |
| De Korenbloem (nl)                     | Sommelsdijk                | Goeree-Overflakkee     | Moulin de plateforme | Minoterie                       | 1705               | 1112 | 114  | 51° 45′ 41″ nord, 4° 08′ 57″ est |        |
| De Korenaar (nl)                       | Stad aan 't Haringvliet    | Goeree-Overflakkee     | Moulin terrestre     | Minoterie                       | 1746               | 1114 | 144  | 51° 43′ 57″ nord, 4° 14′ 15″ est |        |
| Korenlust (nl)                         | Stellendam                 | Goeree-Overflakkee     | Moulin de plateforme | Minoterie                       | 1856               | 1115 | 145  | 51° 48′ 17″ nord, 4° 01′ 27″ est |        |
| De Hoop (nl)                           | Gorinchem                  | Gorinchem              | Moulin de plateforme | Minoterie                       | 1764               | 966  | 161  | 51° 49′ 41″ nord, 4° 58′ 55″ est |        |
| Nooit Volmaakt (nl)                    | Gorinchem                  | Gorinchem              | Moulin de plateforme | Minoterie                       | 1718 / 1763 / 1889 | 967  | 162  | 51° 49′ 59″ nord, 4° 58′ 37″ est |        |
| Oostmolen (nl)                         | Gorinchem                  | Gorinchem              | Moulin cavier        | Moulin à polder                 | 1817               | 968  | 160  | 51° 50′ 23″ nord, 4° 56′ 35″ est |        |
| Westmolen (nl)                         | Gorinchem                  | Gorinchem              | Moulin cavier        | Moulin à polder                 | 1814               | 969  | 159  | 51° 50′ nord, 4° 56′ est         |        |
| De Roode Leeuw (nl)                    | Gouda                      | Gouda                  | Moulin de plateforme | Minoterie                       | 1771               | 971  | 889  | 52° 00′ 27″ nord, 4° 42′ 28″ est |        |
| Moulin de Haastrechtse (nl)            | Gouda                      | Gouda                  | Moulin de plateforme |                                 | 1862               | 972  | 891  | 52° 00′ 24″ nord, 4° 44′ 15″ est |        |
| Mallemolen (nl)                        | Gouda                      | Gouda                  | Moulin terrestre     | Moulin à polder                 | 1804               | 1321 | 1371 | 52° 00′ 34″ nord, 4° 41′ 28″ est |        |
| 't Slot (nl)                           | Gouda                      | Gouda                  | Moulin de plateforme | Minoterie                       | 1832               | 970  | 890  | 52° 00′ 26″ nord, 4° 42′ 54″ est |        |
| Moulin de Tiendwegse (nl)              | Giessendam                 | Hardinxveld-Giessendam | Moulin cavier        | Moulin à polder                 | 1906               | 979  | 91   | 51° 50′ 28″ nord, 4° 50′ 25″ est |        |
| De Hoop (nl)                           | Hellevoetsluis             | Hellevoetsluis         | Moulin de plateforme | Minoterie                       | 1801               | 988  | 93   | 51° 49′ 27″ nord, 4° 07′ 39″ est |        |
| Zeezicht (nl)                          | Nieuwenhoorn               | Hellevoetsluis         | Moulin terrestre     | Minoterie                       | 1718               | 1066 | 104  | 51° 50′ 56″ nord, 4° 08′ 22″ est |        |
| Windlust (nl)                          | Goudswaard                 | Hoeksche Waard         | Moulin terrestre     | Minoterie                       | 1694 ?             | 974  | 89   | 51° 47′ 45″ nord, 4° 16′ 38″ est |        |
| Le cerf volant (nl)                    | 's-Gravendeel              | Hoeksche Waard         | Moulin de plateforme | Minoterie                       | 1858               | 934  | 90   | 51° 46′ 57″ nord, 4° 36′ 58″ est |        |
| Moulin de Goidschalxoord (nl)          | Heinenoord                 | Hoeksche Waard         | Moulin terrestre     | Minoterie                       | 1718               | 1318 | 88   | 51° 49′ 39″ nord, 4° 27′ 06″ est |        |
| L'Espérance (nl)                       | Maasdam                    | Hoeksche Waard         | Moulin de plateforme | Minoterie                       | 1822               | 1050 | 95   | 51° 46′ 56″ nord, 4° 33′ 12″ est |        |
| Moulin Saint-Antoine (nl)              | Maasdam                    | Hoeksche Waard         | Moulin terrestre     | Moulin à polder                 | 1749               | 1051 | 96   | 51° 47′ 15″ nord, 4° 32′ 32″ est |        |
| La Bonne Espérance (nl)                | Mijnsheerenland            | Hoeksche Waard         |                      | Minoterie                       | 1749               | 1058 | 99   | 51° 47′ 40″ nord, 4° 29′ 20″ est |        |
| Moulin Est (nl)                        | Mijnsheerenland            | Hoeksche Waard         | Moulin cavier        | Moulin à polder                 | 1731               | 1059 | 100  | 51° 48′ 09″ nord, 4° 31′ 43″ est |        |
| De Swaen (nl)                          | Nieuw-Beijerland           | Hoeksche Waard         | Moulin terrestre     | Ancienne minoterie              | 1703               | 1063 | 101  | 51° 48′ 47″ nord, 4° 20′ 12″ est |        |
| Simonia (nl)                           | Piershil                   | Hoeksche Waard         | Moulin terrestre     | Minoterie                       | 1845               | 1086 | 110  | 51° 47′ 47″ nord, 4° 18′ 43″ est |        |
| Le Lys (nl)                            | Puttershoek                | Hoeksche Waard         | Moulin terrestre     | Minoterie                       | 1836               | 1087 | 111  | 51° 48′ 09″ nord, 4° 34′ 31″ est |        |
| Windlust (nl)                          | Westmaas                   | Hoeksche Waard         | Moulin de plateforme | Minoterie                       | 1853               | 1138 | 147  | 51° 47′ 19″ nord, 4° 28′ 17″ est |        |
| Landzigt (nl)                          | Zuid-Beijerland            | Hoeksche Waard         | Moulin terrestre     | Minoterie                       | 1857 / 1992        | 1150 | 148  | 51° 45′ 06″ nord, 4° 21′ 30″ est |        |
| Dekkermolen (nl)                       | Hoogmade                   | Kaag en Braassem       | Moulin cavier        | Scierie                         | 1911 / 1975 / 2009 | 1089 | 1010 | 52° 09′ 55″ nord, 4° 33′ 54″ est |        |
| Doesmolen (nl)                         | Hoogmade                   | Kaag en Braassem       | Moulin cavier        | Moulin à polder                 | v. 1630            | 993  | 969  | 52° 09′ 42″ nord, 4° 33′ 59″ est |        |
| Grosmolen (nl)                         | Hoogmade                   | Kaag en Braassem       | Moulin cavier        | Moulin à polder                 | 1640               | 992  | 968  | 52° 09′ 48″ nord, 4° 34′ 37″ est |        |
| Moulin de Hoogmade (nl)                | Hoogmade                   | Kaag en Braassem       | Moulin cavier        | Moulin à polder                 | 1897               | 994  | 967  | 52° 10′ 23″ nord, 4° 34′ 53″ est |        |
| Kalkmolen (nl)                         | Hoogmade                   | Kaag en Braassem       | Moulin cavier        | Moulin à polder                 | 1685               | 1036 | 988  | 52° 09′ 39″ nord, 4° 34′ 01″ est |        |
| Vlietmolen (nl)                        | Hoogmade                   | Kaag en Braassem       | Moulin cavier        | Moulin à polder                 | 1913 / 1967        | 995  | 970  | 52° 10′ 07″ nord, 4° 35′ 28″ est |        |
| De Kager (nl)                          | Kaag                       | Kaag en Braassem       | Moulin cavier        | Moulin à polder                 | v. 1683            | 998  | 973  | 52° 12′ 47″ nord, 4° 34′ 19″ est |        |
| Akkerslootmolen (nl)                   | Oud Ade                    | Kaag en Braassem       | Moulin terrestre     | Moulin à polder                 | 1793               | 1091 | 1017 | 52° 11′ 19″ nord, 4° 34′ 37″ est |        |
| Rode Molen (nl)                        | Oud Ade                    | Kaag en Braassem       | Moulin cavier        | Moulin à polder                 | 1632               | 1075 | 1006 | 52° 10′ 46″ nord, 4° 33′ 20″ est |        |
| Vrouw Vennemolen (nl)                  | Oud Ade                    | Kaag en Braassem       | Moulin cavier        | Moulin à polder                 | 1835               | 1076 | 1006 | 52° 11′ 27″ nord, 4° 33′ 35″ est |        |
| Geestmolen (nl)                        | Rijnsaterwoude             | Kaag en Braassem       | Moulin terrestre     | Moulin à polder                 | 1707 / 1833 / 1965 | 1088 | 1009 | 52° 12′ 28″ nord, 4° 39′ 37″ est |        |
| Adermolen (nl)                         | Rijpwetering               | Kaag en Braassem       | Moulin terrestre     | Moulin à polder                 | 1941               | 1065 | 998  | 52° 13′ 04″ nord, 4° 35′ 08″ est |        |
| Moulin bleu (nl)                       | Rijpwetering               | Kaag en Braassem       | Moulin terrestre     | Moulin à polder                 | 1904               | 1074 | 1007 | 52° 10′ 39″ nord, 4° 34′ 30″ est |        |
| Buurtermolen (nl)                      | Rijpwetering               | Kaag en Braassem       | Moulin cavier        | Moulin à polder                 | XVIIIe siècle      | 1092 | 1015 | 52° 12′ 31″ nord, 4° 34′ 45″ est |        |
| Lijkermolen No 1 (nl)                  | Rijpwetering               | Kaag en Braassem       | Moulin terrestre     | Moulin à polder                 | 1780               | 1093 | 1012 | 52° 12′ 06″ nord, 4° 35′ 21″ est |        |
| Lijkermolen No 2 (nl)                  | Rijpwetering               | Kaag en Braassem       | Moulin terrestre     | Moulin à polder                 | 1780               | 1094 | 1013 | 52° 11′ 57″ nord, 4° 35′ 06″ est |        |
| Moppemolen (nl)                        | Rijpwetering               | Kaag en Braassem       | Moulin terrestre     | Moulin à polder                 | 1752               | 1095 | 1014 | 52° 12′ 41″ nord, 4° 36′ 07″ est |        |
| Moulin de Waterloo (nl)                | Rijpwetering               | Kaag en Braassem       | Moulin terrestre     | Moulin à polder                 | 1857               | 1096 | 1016 | 52° 12′ 00″ nord, 4° 34′ 38″ est |        |
| Googermolen (nl)                       | Roelofarendsveen           | Kaag en Braassem       | Moulin terrestre     | Moulin à polder                 | 1717               | 1083 | 1008 | 52° 12′ 58″ nord, 4° 38′ 01″ est |        |
| Veendermolen (nl)                      | Roelofarendsveen           | Kaag en Braassem       | Moulin terrestre     | Moulin à polder                 | 1830 / 1934        | 1101 | 1018 | 52° 10′ 44″ nord, 4° 37′ 18″ est |        |
| De Geregtigheid (nl)                   | Katwijk aan den Rijn       | Katwijk                | Moulin de plateforme | Minoterie                       | 1740               | 999  | 974  | 52° 11′ 25″ nord, 4° 25′ 25″ est |        |
| De Schelvenaer (nl)                    | Krimpen aan den IJssel     | Krimpen aan den IJssel | Moulin de plateforme | Minoterie                       | 1993               | 1022 | 975  | 51° 55′ 26″ nord, 4° 35′ 46″ est |        |
| Den Arend (nl)                         | Bergambacht                | Krimpenerwaard         | Moulin de plateforme | Minoterie                       | 1869               | 952  | 153  | 51° 56′ 10″ nord, 4° 46′ 49″ est |        |
| Boezemmolen nr. 6 (nl)                 | Haastrecht                 | Krimpenerwaard         | Moulin terrestre     | Moulin à polder                 | 1873 / 2010        | 1326 | 1359 | 51° 59′ 33″ nord, 4° 47′ 01″ est |        |
| Bonrepasmolen (nl)                     | Vlist                      | Krimpenerwaard         | Moulin cavier        | Moulin à polder                 | v. 1600            | 1123 | 919  | 51° 57′ 35″ nord, 4° 50′ 46″ est |        |
| De Bachtenaar (nl)                     | Vlist                      | Krimpenerwaard         | Moulin cavier        | Moulin à polder                 | 1714               | 1124 | 920  | 51° 58′ 18″ nord, 4° 49′ 11″ est |        |
| De Korenaer/Prins Maurits (nl)         | La Haye                    | La Haye                | Moulin de plateforme | Minoterie                       | 1721               | 1049 | 910  | 52° 03′ 01″ nord, 4° 14′ 11″ est |        |
| Laakmolen (nl)                         | La Haye                    | La Haye                | Poldermolen          | Moulin à eau                    | 1699               | 935  | 966  | 52° 04′ 04″ nord, 4° 19′ 56″ est |        |
| Nieuwe Veenmolen (nl)                  | La Haye                    | La Haye                | Moulin terrestre     | Moulin à polder                 | 1654               | 936  | 965  | 52° 05′ 03″ nord, 4° 21′ 03″ est |        |
| Le Faucon (nl)                         | Berkel en Rodenrijs        | Lansingerland          | Moulin terrestre     | Moulin à polder                 | 1772               | 1100 | 915  | 51° 58′ 47″ nord, 4° 25′ 43″ est |        |
| Moulin d'Achthoven (nl)                | Leiderdorp                 | Leiderdorp             | Moulin cavier        | Moulin à polder                 | 1893               | 1034 | 984  | 52° 09′ 18″ nord, 4° 33′ 26″ est |        |
| Doeshofmolen (nl)                      | Leiderdorp                 | Leiderdorp             | Moulin terrestre     | Moulin à polder                 | 1830               | 1037 | 986  | 52° 09′ 20″ nord, 4° 33′ 19″ est |        |
| Munnikenmolen (nl)                     | Leiderdorp                 | Leiderdorp             | Moulin cavier        | Moulin à polder                 | 1890               | 1038 | 1133 | 52° 09′ 37″ nord, 4° 32′ 51″ est |        |
| Zijllaanmolen (nl)                     | Leiderdorp                 | Leiderdorp             | Moulin terrestre     | Moulin à polder                 | 1850               | 1039 | 985  | 52° 10′ 14″ nord, 4° 31′ 30″ est |        |
| Bovenmolen Nieuwe Driemanspolder (nl)  | Leidschendam               | Leidschendam-Voorburg  | Moulin terrestre     | Moulin à polder                 | 1672               | 1041 | 947  | 52° 04′ 46″ nord, 4° 25′ 11″ est |        |
| De Salamander (nl)                     | Leidschendam               | Leidschendam-Voorburg  | Moulin de plateforme | Scierie                         | 1777 / 1989        | 1040 | 944  | 52° 04′ 59″ nord, 4° 24′ 07″ est |        |
| Middenmolen Nieuwe Driemanspolder (nl) | Leidschendam               | Leidschendam-Voorburg  | Moulin terrestre     | Moulin à polder                 | 1672               | 1042 | 946  | 52° 04′ 42″ nord, 4° 25′ 15″ est |        |
| Ondermolen Nieuwe Driemanspolder (nl)  | Leidschendam               | Leidschendam-Voorburg  | Moulin terrestre     | Moulin à polder                 | 1903               | 1043 | 945  | 52° 04′ 39″ nord, 4° 25′ 19″ est |        |
| De Vlieger (nl)                        | Voorburg                   | Leidschendam-Voorburg  | Moulin terrestre     | Moulin à polder                 | 1621 / 1989        | 1125 | 951  | 52° 04′ 50″ nord, 4° 22′ 33″ est |        |
| De Herder (nl)                         | Leyde                      | Leyde                  | Moulin de plateforme | Scierie                         | 1884               | 1026 | 978  | 52° 10′ 25″ nord, 4° 29′ 21″ est |        |
| De Put (nl)                            | Leyde                      | Leyde                  | Moulin à pivot       | Minoterie                       | 1619 / 1987        | 1027 | 983  | 52° 09′ 41″ nord, 4° 28′ 55″ est |        |
| Le Faucon (nl)                         | Leyde                      | Leyde                  | Moulin de plateforme | Minoterie                       | 1743               | 1028 | 1158 | 52° 09′ 52″ nord, 4° 29′ 12″ est |        |
| d'Heesterboom (nl)                     | Leyde                      | Leyde                  | Moulin de plateforme | Scierie                         | 1804 / 1962        | 1025 | 977  | 52° 09′ 24″ nord, 4° 28′ 21″ est |        |
| Kikkermolen (nl)                       | Leyde                      | Leyde                  | Moulin cavier        | Moulin à polder                 | 1752               | 1029 | 979  | 52° 10′ 36″ nord, 4° 29′ 14″ est |        |
| Maredijkmolen (nl)                     | Leyde                      | Leyde                  | Moulin cavier        | Moulin à polder                 | 1735               | 1030 | 980  | 52° 10′ 36″ nord, 4° 29′ 14″ est |        |
| Rodenburgermolen (nl)                  | Leyde                      | Leyde                  | Moulin terrestre     | Moulin à polder                 | 1704 / 1893        | 1031 | 981  | 52° 08′ 47″ nord, 4° 30′ 12″ est |        |
| Moulin de Ville (nl)                   | Leyde                      | Leyde                  | Moulin terrestre     | Moulin à polder                 | 1856 / 1981        | 1032 | 982  | 52° 10′ 21″ nord, 4° 29′ 53″ est |        |
| Stevenshofjesmolen (nl)                | Leyde                      | Leyde                  | Moulin terrestre     | Moulin à polder                 | 1797               | 1033 | 976  | 52° 09′ 02″ nord, 4° 26′ 35″ est |        |
| Keukenhofmolen (nl)                    | Lisse                      | Lisse                  | Moulin de plateforme | Ancien moulin à polder          | 1957 / 1892        | 1045 | 994  | 52° 16′ 21″ nord, 4° 32′ 58″ est |        |
| Lageveensemolen (nl)                   | Lisse                      | Lisse                  | Moulin cavier        | Moulin à polder                 | 1890               | 1046 | 990  | 52° 15′ 51″ nord, 4° 31′ 31″ est |        |
| Lisserpoelmolen (nl)                   | Lisse                      | Lisse                  | Moulin terrestre     | Moulin à polder                 | 1676               | 1047 | 989  | 52° 13′ 49″ nord, 4° 33′ 10″ est |        |
| Zemelmolen (nl)                        | Lisse                      | Lisse                  | Moulin terrestre     | Moulin à polder                 | 2003               | 1243 | 991  | 52° 15′ 08″ nord, 4° 33′ 19″ est |        |
| De Hoop (nl)                           | Maassluis                  | Maassluis              | Moulin de plateforme | Minoterie                       | 1792               | 1054 | 98   | 51° 55′ 08″ nord, 4° 15′ 25″ est |        |
| Wippersmolen (nl)                      | Maassluis                  | Maassluis              | Moulin terrestre     | Moulin à polder                 | 1726               | 1055 | 97   | 51° 55′ 30″ nord, 4° 15′ 56″ est |        |
| Les Trois Lys (nl)                     | Maasland                   | Midden-Delfland        | Moulin terrestre     | Minoterie                       | 1767               | 1052 | 214  | 51° 56′ 38″ nord, 4° 16′ 28″ est |        |
| Dijkmolen (nl)                         | Maasland                   | Midden-Delfland        | Moulin terrestre     | Moulin à polder                 | 1718               | 1053 | 213  | 51° 56′ 34″ nord, 4° 16′ 25″ est |        |
| De Korpershoek (nl)                    | Schipluiden                | Midden-Delfland        | Moulin terrestre     | Minoterie                       | 1950 / 1772        | 1110 | 917  | 51° 58′ 23″ nord, 4° 18′ 37″ est |        |
| Moulin de Groeneveld (nl)              | Schipluiden                | Midden-Delfland        | Moulin terrestre     | Moulin à polder                 | 1719               | 1111 | 916  | 51° 59′ 33″ nord, 4° 17′ 02″ est |        |
| Jan Van Arkel (nl)                     | Arkel                      | Molenlanden            | Moulin de plateforme | Minoterie                       | 1852               | 949  | 152  | 51° 52′ 05″ nord, 4° 59′ 42″ est |        |
| De Vriendschap (nl)                    | Bleskensgraaf              | Molenlanden            | Moulin de plateforme |                                 | 1890               | 954  | 156  | 51° 52′ 12″ nord, 4° 46′ 27″ est |        |
| Hofwegensemolen (nl)                   | Bleskensgraaf              | Molenlanden            | Moulin cavier        | Moulin à polder                 | 1898               | 955  | 158  | 51° 52′ 09″ nord, 4° 47′ 36″ est |        |
| Tjasker Bleskensgraaf (nl)             | Bleskensgraaf              | Molenlanden            | Tjasker              | Moulin à polder                 | 1987               | 953  | 154  | 51° 51′ 36″ nord, 4° 44′ 12″ est |        |
| Wingerdse Molen (nl)                   | Bleskensgraaf              | Molenlanden            | Moulin cavier        | Moulin à polder                 | 1513 / 1872        | 956  | 155  | 51° 51′ 38″ nord, 4° 44′ 12″ est |        |
| Moulin de Goudriaan (nl)               | Goudriaan                  | Molenlanden            | Moulin terrestre     | Moulin à polder                 | 1779 / 1851        | 973  | 163  | 51° 54′ 16″ nord, 4° 53′ 10″ est |        |
| Achterlandse Molen (nl)                | Groot-Ammers               | Molenlanden            | Moulin cavier        | Moulin à polder                 | 1596               | 975  | 167  | 51° 54′ 20″ nord, 4° 50′ 20″ est |        |
| De Achtkante Molen (nl)                | Groot-Ammers               | Molenlanden            | Moulin terrestre     | Moulin à polder                 | 1805               | 976  | 166  | 51° 54′ 40″ nord, 4° 50′ 14″ est |        |
| De Jonge Sophia (nl)                   | Groot-Ammers               | Molenlanden            | Moulin terrestre     | Minoterie                       | 1773 / 2003        | 1268 | 392  | 51° 55′ 43″ nord, 4° 50′ 30″ est |        |
| Gelkenes Molen (nl)                    | Groot-Ammers               | Molenlanden            | Moulin cavier        | Moulin à polder                 | 1596               | 978  | 164  | 51° 55′ 06″ nord, 4° 49′ 21″ est |        |
| Graaflandse Molen (nl)                 | Groot-Ammers               | Molenlanden            | Moulin cavier        | Moulin à polder                 | 1596               | 977  | 165  | 51° 54′ 55″ nord, 4° 49′ 54″ est |        |
| Oudendijkse Molen (nl)                 | Hoornaar                   | Molenlanden            | Moulin cavier        | Moulin à polder                 | 1683               | 996  | 972  | 51° 52′ 47″ nord, 4° 55′ 38″ est |        |
| Scheiwijkse Molen (nl)                 | Hoornaar                   | Molenlanden            | Moulin cavier        | Moulin à polder                 | 1638               | 997  | 971  | 51° 52′ 01″ nord, 4° 55′ 11″ est |        |
| Nederwaard Molen No.1 (nl)             | Kinderdijk                 | Molenlanden            | Moulin terrestre     | Moulin à polder                 | 1738               | 1003 | 169  | 51° 53′ 05″ nord, 4° 38′ 22″ est |        |
| Nederwaard Molen No.2 (nl)             | Kinderdijk                 | Molenlanden            | Moulin terrestre     | Moulin à polder                 | 1738               | 1004 | 170  | 51° 53′ 00″ nord, 4° 38′ 24″ est |        |
| Nederwaard Molen No.3 (nl)             | Kinderdijk                 | Molenlanden            | Moulin terrestre     | Moulin à polder                 | 1738               | 1005 | 171  | 51° 52′ 57″ nord, 4° 38′ 29″ est |        |
| Nederwaard Molen No.4 (nl)             | Kinderdijk                 | Molenlanden            | Moulin terrestre     | Moulin à polder                 | 1738               | 1006 | 173  | 51° 52′ 52″ nord, 4° 38′ 32″ est |        |
| Nederwaard Molen No.5 (nl)             | Kinderdijk                 | Molenlanden            | Moulin terrestre     | Moulin à polder                 | 1738               | 1007 | 174  | 51° 52′ 49″ nord, 4° 38′ 37″ est |        |
| Nederwaard Molen No.6 (nl)             | Kinderdijk                 | Molenlanden            | Moulin terrestre     |                                 | 1738               | 1008 | 174  | 51° 52′ 47″ nord, 4° 38′ 28″ est |        |
| Nederwaard Molen No.7 (nl)             | Kinderdijk                 | Molenlanden            | Moulin terrestre     | Moulin à polder                 | 1738               | 1009 | 175  | 51° 52′ 45″ nord, 4° 38′ 23″ est |        |
| Nederwaard Molen No.8 (nl)             | Kinderdijk                 | Molenlanden            | Moulin terrestre     | Moulin à polder                 | 1738               | 1010 | 176  | 51° 52′ 41″ nord, 4° 38′ 20″ est |        |
| Overwaard Molen No.1 (nl)              | Kinderdijk                 | Molenlanden            | Moulin terrestre     |                                 | 1740               | 1011 | 177  | 51° 53′ 03″ nord, 4° 38′ 33″ est |        |
| Overwaard Molen No.2 (nl)              | Kinderdijk                 | Molenlanden            | Moulin terrestre     |                                 | 1740 / 1984        | 1012 | 178  | 51° 52′ 55″ nord, 4° 38′ 40″ est |        |
| Overwaard Molen No.3 (nl)              | Kinderdijk                 | Molenlanden            | Moulin terrestre     |                                 | 1740               | 1013 | 179  | 51° 52′ 50″ nord, 4° 38′ 44″ est |        |
| Overwaard Molen No.4 (nl)              | Kinderdijk                 | Molenlanden            | Moulin terrestre     |                                 | 1740               | 1014 | 180  | 51° 52′ 46″ nord, 4° 38′ 48″ est |        |
| Overwaard Molen No.5 (nl)              | Kinderdijk                 | Molenlanden            | Moulin terrestre     |                                 | 1740               | 1015 | 199  | 51° 52′ 44″ nord, 4° 38′ 57″ est |        |
| Overwaard Molen No.6 (nl)              | Kinderdijk                 | Molenlanden            | Moulin terrestre     |                                 | 1740               | 1016 | 201  | 51° 52′ 43″ nord, 4° 39′ 06″ est |        |
| Overwaard Molen No.7 (nl)              | Kinderdijk                 | Molenlanden            | Moulin terrestre     |                                 | 1740               | 1017 | 203  | 51° 52′ 41″ nord, 4° 39′ 14″ est |        |
| Overwaard Molen No.8 (nl)              | Kinderdijk                 | Molenlanden            | Moulin terrestre     |                                 | 1740               | 1018 | 204  | 51° 52′ 39″ nord, 4° 39′ 22″ est |        |
| De Meent (nl)                          | Langerak                   | Molenlanden            | Weidemolen           | Moulin à polder                 | 2006               |      | 1336 | 51° 54′ 50″ nord, 4° 52′ 50″ est |        |
| De Westermolen (nl)                    | Langerak                   | Molenlanden            | Moulin cavier        | Moulin à polder                 | 1652               | 1023 | 210  | 51° 54′ 50″ nord, 4° 52′ 50″ est |        |
| De Middelmolen (nl)                    | Molenaarsgraaf             | Molenlanden            | Moulin cavier        | Moulin à polder                 | v. 1655            | 1061 | 218  | 51° 51′ 59″ nord, 4° 48′ 08″ est |        |
| Kerkmolen (nl)                         | Molenaarsgraaf             | Molenlanden            | Moulin terrestre     | Moulin à polder                 | 1844               | 1060 | 217  | 51° 52′ 33″ nord, 4° 49′ 19″ est |        |
| Hoge Molen                             | Nieuw-Lekkerland           | Molenlanden            | Moulin terrestre     | Moulin à polder                 | 1740               | 1001 | 205  | 51° 53′ 09″ nord, 4° 38′ 57″ est |        |
| Kleine of Lage Molen                   | Nieuw-Lekkerland           | Molenlanden            | Moulin terrestre     | Moulin à polder                 | 1761               | 1002 | 206  | 51° 53′ 02″ nord, 4° 39′ 08″ est |        |
| Boterslootse Molen (nl)                | Noordeloos                 | Molenlanden            | Moulin cavier        | Moulin à polder                 | 1837               | 1068 | 582  | 51° 54′ 02″ nord, 4° 56′ 54″ est |        |
| De Hoop (nl)                           | Oud-Alblas                 | Molenlanden            | Moulin de plateforme | Minoterie                       | 1844               | 1077 | 586  | 51° 51′ 37″ nord, 4° 43′ 54″ est |        |
| De Peilmolen (nl)                      | Oud-Alblas                 | Molenlanden            | Moulin terrestre     | Moulin à polder                 | 1818               | 1078 | 584  | 51° 51′ 28″ nord, 4° 43′ 47″ est |        |
| Kooijwijkse Molen (nl)                 | Oud-Alblas                 | Molenlanden            | Moulin terrestre     | Moulin à polder                 | 1866               | 1079 | 583  | 51° 51′ 44″ nord, 4° 41′ 40″ est |        |
| Broekmolen (nl)                        | Streefkerk                 | Molenlanden            | Moulin cavier        | Moulin à polder                 | 1581               | 1116 | 1019 | 51° 52′ 57″ nord, 4° 44′ 36″ est |        |
| De Achtkante Molen (nl)                | Streefkerk                 | Molenlanden            | Moulin terrestre     | Moulin à polder                 | v. 1761            | 1117 | 1023 | 51° 53′ 40″ nord, 4° 44′ 07″ est |        |
| De Liefde (nl)                         | Streefkerk                 | Molenlanden            | Moulin de plateforme | Minoterie                       | 1893               | 1118 | 1020 | 51° 54′ 33″ nord, 4° 45′ 20″ est |        |
| Kleine (nl)                            | Streefkerk                 | Molenlanden            | Moulin cavier        | Moulin à polder                 |                    | 1119 | 1021 | 51° 53′ 46″ nord, 4° 44′ 16″ est |        |
| Oude Weteringmolen (nl)                | Streefkerk                 | Molenlanden            | Moulin cavier        | Moulin à polder                 | 1751               | 1120 | 1022 | 51° 53′ 26″ nord, 4° 44′ 09″ est |        |
| Westveense Molen (nl)                  | Woerdense Verlaat          | Nieuwkoop              | Moulin cavier        | Moulin à polder                 | 1676               | 1139 | 1032 | 52° 09′ 36″ nord, 4° 51′ 56″ est |        |
| L'Espérance (nl)                       | Abbenbroek                 | Nissewaard             | Moulin terrestre     | Minoterie                       | 1843               | 943  | 42   | 51° 50′ 52″ nord, 4° 14′ 48″ est |        |
| Moulin de Bernisse (nl)                | Geervliet                  | Nissewaard             | Moulin de plateforme | Minoterie                       | 1851               | 963  | 49   | 51° 51′ 33″ nord, 4° 15′ 25″ est |        |
| Nooitgedacht (nl)                      | Spijkenisse                | Nissewaard             | Moulin de plateforme | Minoterie                       | 1861 / 2010        | 1113 | 116  | 51° 51′ 10″ nord, 4° 19′ 49″ est |        |
| L'Aigle (nl)                           | Zuidland                   | Nissewaard             | Moulin de plateforme | Minoterie                       | 1844               | 1151 | 149  | 51° 49′ 10″ nord, 4° 15′ 58″ est |        |
| Hoogewegse Molen (nl)                  | Noordwijk                  | Noordwijk              | Moulin cavier        | Moulin à polder                 | 1652               | 1069 | 1000 | 52° 13′ 30″ nord, 4° 27′ 59″ est |        |
| Hogeveensemolen (nl)                   | Noordwijkerhout            | Noordwijk              | Moulin terrestre     | Moulin à polder                 | 1654               | 1070 | 1003 | 52° 15′ 49″ nord, 4° 31′ 22″ est |        |
| Oudenhofmolen (nl)                     | Oegstgeest                 | Oegstgeest             | Moulin cavier        | Moulin à polder                 | 1783               | 1072 | 1004 | 52° 11′ 03″ nord, 4° 28′ 42″ est |        |
| Windlust (nl)                          | Nootdorp                   | Pijnacker-Nootdorp     | Moulin de plateforme | Minoterie                       | 1885               | 1071 | 912  | 52° 02′ 12″ nord, 4° 24′ 15″ est |        |
| De Kersenboom (nl)                     | Rijsoord                   | Ridderkerk             | Moulin terrestre     | Minoterie                       | 1822 / 1991        | 1097 | 881  | 51° 50′ 57″ nord, 4° 35′ 39″ est |        |
| La route de sable (nl)                 | Charlois                   | Rotterdam              | Moulin de plateforme | Minoterie                       | 1723               | 1103 | 882  | 51° 53′ 00″ nord, 4° 28′ 02″ est |        |
| Le Distilleerketel                     | Delfshaven                 | Rotterdam              | Moulin de plateforme | Moulin à malt                   | 1986               | 1102 | 883  | 51° 54′ 18″ nord, 4° 26′ 55″ est |        |
| Le moulin des Princes (nl)             | Hillegersberg              | Rotterdam              | Moulin terrestre     | Moulin à polder                 | 1648               | 990  | 908  | 51° 57′ 04″ nord, 4° 30′ 03″ est |        |
| De Nieuwlandse Molen (nl)              | Hoek van Holland           | Rotterdam              | Moulin de plateforme | Moulin à polder                 | 1584 / 1988        | 991  | 909  | 51° 59′ 05″ nord, 4° 08′ 54″ est |        |
| De Speelman (nl)                       | Overschie                  | Rotterdam              | Moulin de plateforme | Minoterie                       | 1971               | 1085 | 587  | 51° 56′ 19″ nord, 4° 26′ 38″ est |        |
| Le Lys (nl)                            | Rotterdam                  | Rotterdam              | Moulin de plateforme | Moulin à tabac                  | 1740 / 1840        | 1020 | 209  | 51° 55′ 56″ nord, 4° 31′ 18″ est |        |
| L'Étoile (nl)                          | Rotterdam                  | Rotterdam              | Moulin de plateforme | Moulin à tabac, moulin à épices | 1866 / 1969        | 1021 | 208  | 51° 55′ 53″ nord, 4° 31′ 16″ est |        |
| L'Espérance (nl)                       | Rozenburg                  | Rotterdam              | Moulin de plateforme | Minoterie                       | 1887               | 1104 | 113  | 51° 54′ 16″ nord, 4° 14′ 57″ est |        |
| Les quatre vents (nl)                  | Terbregge                  | Rotterdam              | Moulin de plateforme | Minoterie                       | 1776               | 1121 | 918  | 51° 57′ 13″ nord, 4° 30′ 55″ est |        |
| Moulin du pâturage de moutons (nl)     | Ryswick                    | Ryswick                | Moulin terrestre     | Moulin à polder                 | 1826               | 1098 | 914  | 52° 00′ 59″ nord, 4° 18′ 40″ est |        |
| Babbersmolen (nl)                      | Schiedam                   | Schiedam               | Moulin de plateforme | Moulin à polder                 | 17102012           | 1335 |      | 51° 55′ 02″ nord, 4° 22′ 25″ est |        |
| De Drie Koornbloemen (nl)              | Schiedam                   | Schiedam               | Moulin de plateforme | Minoterie                       | 1770 / 1971        | 1105 | 884  | 51° 55′ 03″ nord, 4° 23′ 33″ est |        |
| De Kameel (nl)                         | Schiedam                   | Schiedam               | Moulin de plateforme | Moulin à malt                   | 1715 / 2011        | 1327 | 2007 | 51° 55′ 10″ nord, 4° 24′ 04″ est |        |
| De Nieuwe Palmboom (nl)                | Schiedam                   | Schiedam               | Moulin de plateforme | Minoterie, moulin à malt        | 1781 / 1992        | 1106 | 886  | 51° 55′ 14″ nord, 4° 23′ 55″ est |        |
| Le Nord (nl)                           | Schiedam                   | Schiedam               | Moulin de plateforme | Minoterie                       | 1803 / 1971        | 1107 | 885  | 51° 55′ 13″ nord, 4° 23′ 49″ est |        |
| La Liberté (nl)                        | Schiedam                   | Schiedam               | Moulin de plateforme | Minoterie                       | 1785 / 1974        | 1108 | 888  | 51° 55′ 10″ nord, 4° 23′ 41″ est |        |
| De Walvisch (nl)                       | Schiedam                   | Schiedam               | Moulin de plateforme | Minoterie                       | 1794               | 1109 | 887  | 51° 54′ 56″ nord, 4° 23′ 42″ est |        |
| Noletmolen (nl)                        | Schiedam                   | Schiedam               | Moulin de plateforme | Production d'électricité        | 2005               | 1280 | 1322 | 51° 54′ 27″ nord, 4° 24′ 30″ est |        |
| Hoop Doet Leven (nl)                   | Voorhout                   | Teylingen              | Moulin terrestre     | Moulin à polder                 | 1783 / 1999        | 1090 | 1011 | 52° 12′ 39″ nord, 4° 28′ 46″ est |        |
| Boterhuismolen (nl)                    | Warmond                    | Teylingen              | Moulin terrestre     | Moulin à polder                 | 1744               | 1127 | 1025 | 52° 11′ 10″ nord, 4° 31′ 27″ est |        |
| Broekdijkmolen (nl)                    | Warmond                    | Teylingen              | Moulin terrestre     | Moulin à polder                 | 1862 / 1976        | 1128 | 1026 | 52° 11′ 08″ nord, 4° 30′ 50″ est |        |
| De Kok (nl)                            | Warmond                    | Teylingen              | Moulin terrestre     | Moulin à polder                 | 1809               | 1129 | 1028 | 52° 12′ 37″ nord, 4° 32′ 44″ est |        |
| Faljerilmolen (nl)                     | Warmond                    | Teylingen              | Weidemolen           | Moulin à polder                 | 1935               | 1130 | 1027 | 52° 13′ 06″ nord, 4° 33′ 18″ est |        |
| Lakermolen (nl)                        | Warmond                    | Teylingen              | Moulin terrestre     | Moulin à polder                 | 1818               | 1131 | 1029 | 52° 12′ 11″ nord, 4° 31′ 58″ est |        |
| Nieuwe Hofmolen (nl)                   | Warmond                    | Teylingen              | Moulin cavier        | Moulin à polder                 | 1859 / 1981        | 1132 | 1030 | 52° 11′ 59″ nord, 4° 31′ 01″ est |        |
| 't Poeltje (nl)                        | Warmond                    | Teylingen              | Moulin terrestre     | Ancien moulin à polder          | 1787 / 2005        | 1282 | 1194 | 52° 10′ 55″ nord, 4° 29′ 38″ est |        |
| Zwanburgermolen (nl)                   | Warmond                    | Teylingen              | Moulin terrestre     | Moulin à polder                 | 1805               | 1133 | 1031 | 52° 11′ 54″ nord, 4° 30′ 46″ est |        |
| Zweilandermolen (nl)                   | Warmond                    | Teylingen              | Moulin cavier        | Moulin à polder                 | 1632               | 1134 | 1024 | 52° 11′ 42″ nord, 4° 32′ 43″ est |        |
| Knipmolen (nl)                         | Voorschoten                | Voorschoten            | Moulin terrestre     | Moulin à polder                 | 1814               | 1126 | 952  | 52° 06′ 18″ nord, 4° 26′ 00″ est |        |
| Windlust (nl)                          | Wassenaar                  | Wassenaar              | Moulin de plateforme | Minoterie                       | 1668               | 1135 | 949  | 52° 08′ 31″ nord, 4° 23′ 43″ est |        |
| Zuidwijksemolen (nl)                   | Wassenaar                  | Wassenaar              | Moulin terrestre     | Moulin à polder                 | avant 1811 / 1977  | 1136 | 950  | 52° 08′ 27″ nord, 4° 25′ 48″ est |        |
| Molen van Maat (nl)                    | 's-Gravenzande             | Westland               | Moulin de plateforme | Minoterie                       | 1909               | 937  | 907  | 51° 59′ 41″ nord, 4° 09′ 48″ est |        |
| De Vier Winden (nl)                    | Monster                    | Westland               | Moulin de plateforme | Minoterie                       | 1882               | 1062 | 911  | 52° 01′ 48″ nord, 4° 10′ 42″ est |        |
| Windlust (nl)                          | Wateringen                 | Westland               | Moulin de plateforme |                                 | 1869 / 1972        | 1137 | 921  | 52° 01′ 22″ nord, 4° 16′ 20″ est |        |
| Korenmolen (nl)                        | Oostvoorne                 | Westvoorne             | Moulin terrestre     | Minoterie                       | 1821               | 1073 | 105  | 51° 54′ 19″ nord, 4° 06′ 35″ est |        |
| Korenmolen (nl)                        | Rockanje                   | Westvoorne             | Moulin terrestre     | Minoterie                       | 1718               | 1099 | 112  | 51° 52′ 38″ nord, 4° 04′ 50″ est |        |
| De Hoop (nl)                           | Zoetermeer                 | Zoetermeer             | Moulin de plateforme | Minoterie                       | 1897               | 1145 | 927  | 52° 03′ 11″ nord, 4° 29′ 52″ est |        |
| Zelden van Passe (nl)                  | Zoeterwoude-Dorp           | Zoeterwoude            | Moulin terrestre     | Moulin à polder                 | 1642               | 1149 | 955  | 52° 07′ 22″ nord, 4° 28′ 48″ est |        |
| Barremolen (nl)                        | Zoeterwoude-Rijndijk       | Zoeterwoude            | Moulin terrestre     | Moulin à polder                 | 1661               | 1146 | 954  | 52° 07′ 51″ nord, 4° 32′ 30″ est |        |
| Grand Moulin (nl)                      | Zoeterwoude-Rijndijk       | Zoeterwoude            | Moulin cavier        | Moulin à polder                 | 1626 / 1975        | 1147 | 953  | 52° 07′ 59″ nord, 4° 31′ 26″ est |        |
| Meerburgermolen (nl)                   | Zoeterwoude-Rijndijk       | Zoeterwoude            | Moulin terrestre     | Moulin à polder                 | 1684               | 1148 | 956  | 52° 09′ 55″ nord, 4° 33′ 53″ est |        |
| Moulin Ducal (nl)                      | Moerkapelle                | Zuidplas               | Moulin cavier        |                                 |                    | 1286 | 1319 | 52° 02′ 57″ nord, 4° 33′ 49″ est |        |
| Windlust (nl)                          | Nieuwerkerk aan den IJssel | Zuidplas               | Stellingkorenmolen   | Minoterie                       | 1776 / 2004        | 1277 | 1088 | 51° 58′ 09″ nord, 4° 37′ 43″ est |        |
| Moulin de la Concorde (nl)             | Zevenhuizen                | Zuidplas               | Moulin terrestre     | Moulin à polder                 | 1727               | 1140 | 926  | 52° 00′ 08″ nord, 4° 33′ 13″ est |        |
| Tweemanspolder Molen No.1 (nl)         | Zevenhuizen                | Zuidplas               | Moulin terrestre     | Moulin à polder                 | 1730               | 1141 | 922  | 52° 01′ 37″ nord, 4° 33′ 56″ est |        |
| Tweemanspolder Molen No.2 (nl)         | Zevenhuizen                | Zuidplas               | Moulin terrestre     | Moulin à polder                 | 1729               | 1142 | 923  | 52° 01′ 36″ nord, 4° 33′ 42″ est |        |
| Tweemanspolder Molen No.3 (nl)         | Zevenhuizen                | Zuidplas               | Moulin terrestre     | Moulin à polder                 | 1792               | 1143 | 924  | 52° 01′ 35″ nord, 4° 33′ 35″ est |        |
| Tweemanspolder Molen No.4 (nl)         | Zevenhuizen                | Zuidplas               | Moulin terrestre     | Moulin à polder                 | 1722               | 1144 | 925  | 52° 01′ 15″ nord, 4° 33′ 32″ est |        |